# Congelador

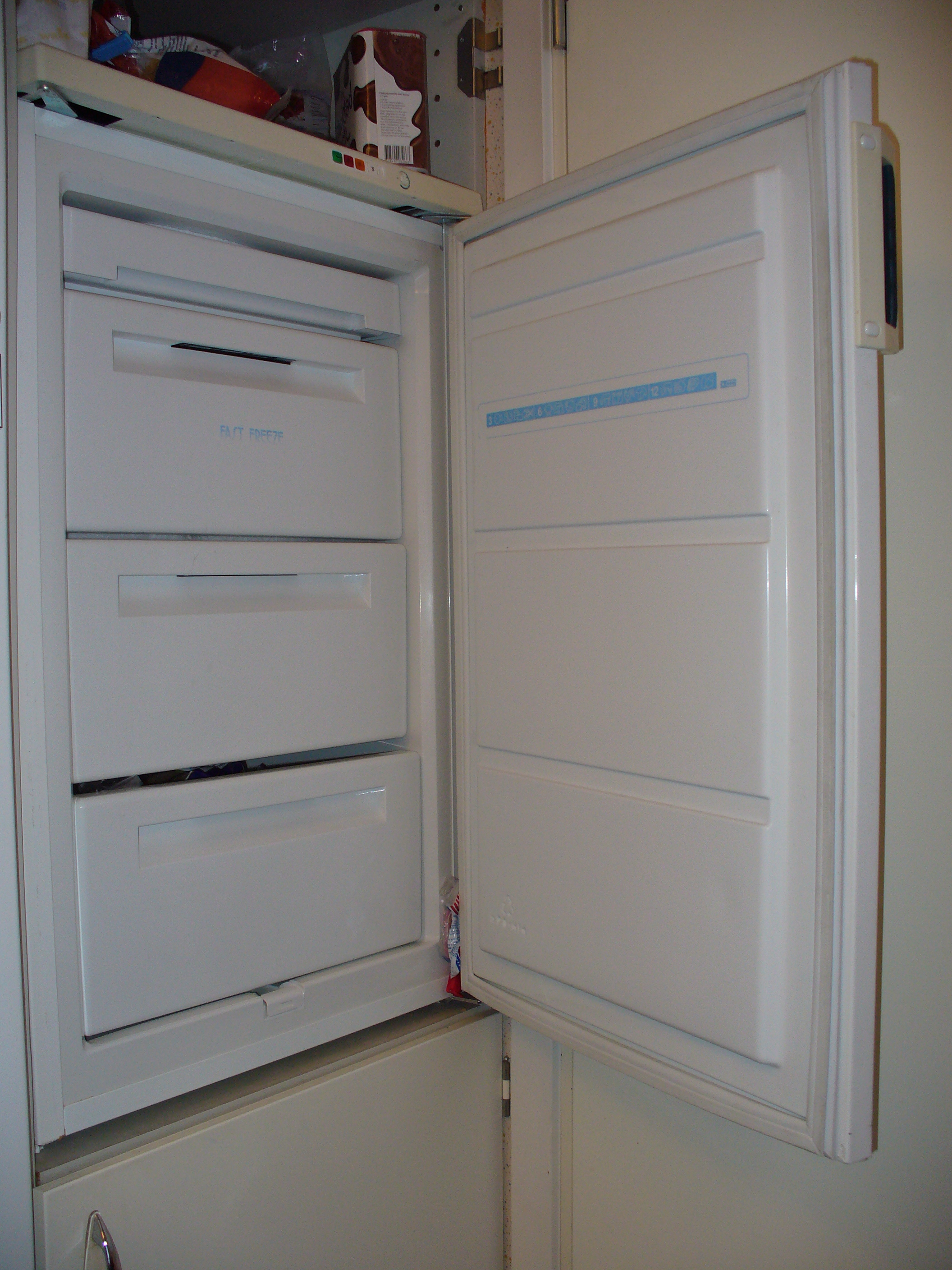
Congelador vertical

Un congelador és un electrodomèstic que serveix per emmagatzemar productes, normalment menjar, a una temperatura inferior a la del punt de congelació. La seva temperatura sol rondar els -20 °C. Normalment està a la part de sota del frigorífic. S'hi posen els aliments que s'hagin d'emmagatzemar i no prendre en cert temps.